# Рэдклифф, Марк
Марк Рэдклифф — американский кинопродюсер и помощник режиссёра.

## Ранняя жизнь
Марк Рэдклифф родился 7 октября 1952 года. Учился в Университете Талса. Также играл в хоккей в старшей школе.

## Личная жизнь
Женат на Дженифер Рэдклифф. Имеет две дочери Порша и Британии.

## Карьера
Рэдклифф начал свою карьеру в кино в качестве менеджера по производству фильма « Рок-н-ролльная школа» 1979 года . Затем он стал помощником режиссёра в постановке Фрэнсиса Форда Копполы « Мастер Побегов», впоследствии объединившись с Копполой в фильмах «Бойцовая рыбка» и «Пегги Сью вышла замуж».
В 1994 году совместно с Крисом Коламбусом и Майклом Барнатаном стал соучредителем 1492 Pictures.

## Фильмография
Неполный список:
- 1990: Один дома
- 1991: Поймёт лишь одинокий
- 1991: Один дома 2: Потерявшийся в Нью-Йорке
- 1993: Миссис Даутфайр
- 2001: Гарри Поттер и философский камень
- 2002: Гарри Поттер и Тайная комната
- 2003: Гарри Поттер и узник Азкабана
- 2005: Фантастическая четвёрка (фильм, 2005)

## Награды и номинации
| Год  | Награда                | Результат | Категория                       | Примечания                      |
| ---- | ---------------------- | --------- | ------------------------------- | ------------------------------- |
| 2002 | Hugo Award             | Номинация | Лучшая драматическая постановка | [ 3 ]                           |
| 2004 | BAFTA Children’s Award | Победа    | Лучший полнометражный фильм     | [ 4 ]                           |
| 2005 | BAFTA Award            | Номинация | Выдающийся британский фильм     | [ 5 ]                           |
| 2012 | Christopher Award      | Победа    | Лучший фильм                    | [ источник не указан 789 дней ] |